# Yamaha RD 350 LC
Die Yamaha RD 350 LC ist wie die RD 250 LC ein Zweitaktmotorrad des japanischen Motorradherstellers Yamaha, das 1980 erschien.

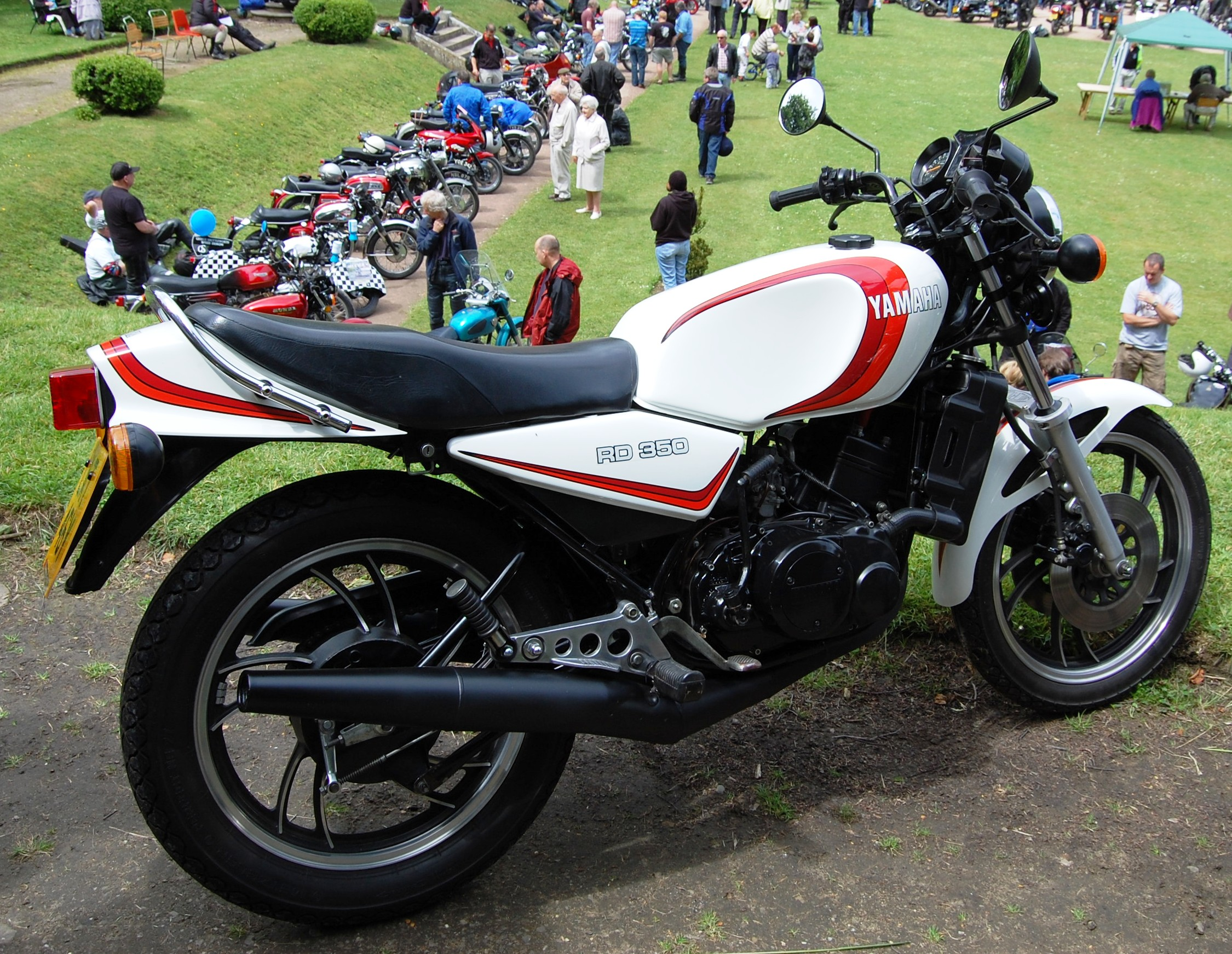
Yamaha RD 350 LC, weiß-rot.

## Konstruktion
Das auf Leistungsgewicht optimierte Motorrad ist gegenüber seinen Vorgängermodellen von RD 250 bis RD 400 durch Wasserkühlung statt Luftkühlung, Resonanzauspuffe und Cantileverschwinge deutlich modernisiert. Unverändert erfolgt der Antrieb durch einen Zweitaktmotor mit zwei Zylindern, Getrenntschmierung und Kickstarter. 54 mm Hub und 64 mm Bohrung ergeben 347 cm³ Hubraum. Das Leergewicht bewegt sich zwischen 139 kg trocken und 161 kg vollgetankt. Der Kraftstofftank fasst 17 Liter. Der Sekundärantrieb erfolgt über eine Kette. Die Höchstgeschwindigkeit beträgt 178 km/h. Die Reifendimensionen lauteten 3.00-18-4 (vorn) und 3.50-18-4 (hinten). Die Bremsanlage besteht aus einer Doppelscheibenbremse vorne und einer Trommelbremse hinten.
Aufgrund der zweitakttypischen Leistungsentfaltung eines hochdrehenden Motors setzte bei der RD 350 LC erst ab einer Drehzahl von ca. 6000/min schlagartig Leistung ein, womit viele unerfahrene Fahrer nicht zurechtkamen und häufig Unfälle verursachten. Yamaha reduzierte im Modelljahr 1981 für den deutschen Markt die maximale Leistung auf 34 kW (46 PS) zugunsten einer flacheren Leistungskurve. Das Drehmoment betrug 39 Nm bei 8.250/min. In Österreich wurde das Modell bis 1983 mit 36 kW verkauft.
Für den deutschen Markt konnten die RD 250 LC mit 38 PS und die RD 350 LC mit  46 PS mittels Reduzierhülsen in den Auspuffkrümmern und Änderung der Vergaserhauptdüsen auf damals versicherungsgünstige 20 kW (27 PS) gedrosselt werden. Mit der Einführung der Führerscheinklasse 1a war diese Drosselung für Fahranfänger notwendig, da der 1a nur jene 20 kW erlaubte. 
Die RD 250 LC unterscheidet sich durch 247 cm³ Hubraum ergebende 54 mm Bohrung, Vergaser mit 26 statt 28 mm Durchlassdurchmesser und Einzelscheibenbremse statt Doppelscheibenbremse von der RD 350 LC. Anders als deren Nachfolgemodell RD 350 YPVS kam das Nachfolgemodell der RD 250 LC nicht auf den deutschen Markt.

## Stärken und Schwächen
Die Testberichte der Fachpresse und Erfahrungen der Besitzer zeigten nach Markteinführung einige Schwächen auf:
Die Hinterradschwinge wurde in Kunststoffbuchsen gelagert, die binnen weniger Tausend Kilometer verschlissen und dann für Pendeln sorgten. Der Zubehörhandel stellte daraufhin Bronzebuchsen oder Umbauten auf Nadellager zur Verfügung. Serienmäßig erfolgte die Umstellung auf Schwingenlagerbuchsen aus Bronze statt Kunststoff schon im Jahr 1981.
Nicht sorgfältig warmgefahrene Motoren konnten nach rund 20.000 Kilometern schon eine Motorüberholung (Aufbohren der Zylinder auf ein Übermaß) verlangen. Der Verbrauch konnte beim Modell 350 bei ständig hochtouriger Fahrweise über 10 Liter Super auf 100 Kilometer betragen. Die Bohrungen der Ölversorgung in die beiden Vergaser sollten regelmäßig gereinigt werden. Verschmutzt oder verharzt die Bohrung wegen zu langer Standzeit, führt dies unweigerlich zu einem Motorschaden.

## Technische Daten
| Name           | Modell | Bauzeitraum                        | Leistung | Hubraum | Bremse vorn   |
| -------------- | ------ | ---------------------------------- | -------- | ------- | ------------- |
| RD 250 LC      | 4L1    | 1980–1983                          | 28 kW    | 247 cm³ | Scheibe       |
| RD 350 LC      | 4LO    | 1980 (in Österreich 1980 bis 1983) | 36 kW    | 347 cm³ | Doppelscheibe |
| RD 350 LC      | 4LO    | 1981–1983 (Deutschland)            | 34 kW    | 347 cm³ | Doppelscheibe |
| RD 350 LC YPVS | 31K    | 1983–1985                          | 43 kW    | 347 cm³ | Doppelscheibe |
| RD 350 LC YPVS | 1WW    | 1986–1989                          | 46 kW    | 347 cm³ | Doppelscheibe |
| RD 350 LC YPVS | 1WX    | 1986–1989                          | 46 kW    | 347 cm³ | Doppelscheibe |